# Daytona Beach
Daytona Beach er en by i Volusia County i Florida i USA. Byen har et indbyggertal på 72.647 (2020) personer.
Daytona er kendt som ferieby, og er blandt motorsportsentusiaster desuden kendt for Daytona International Speedway hvor det årlige Daytona 500-løb finder sted, som har været kørt siden 1959. Den første NASCAR-konkurrence fandt sted den 15. februar 1948 på stranden i Daytona. 